# Механічні приціли

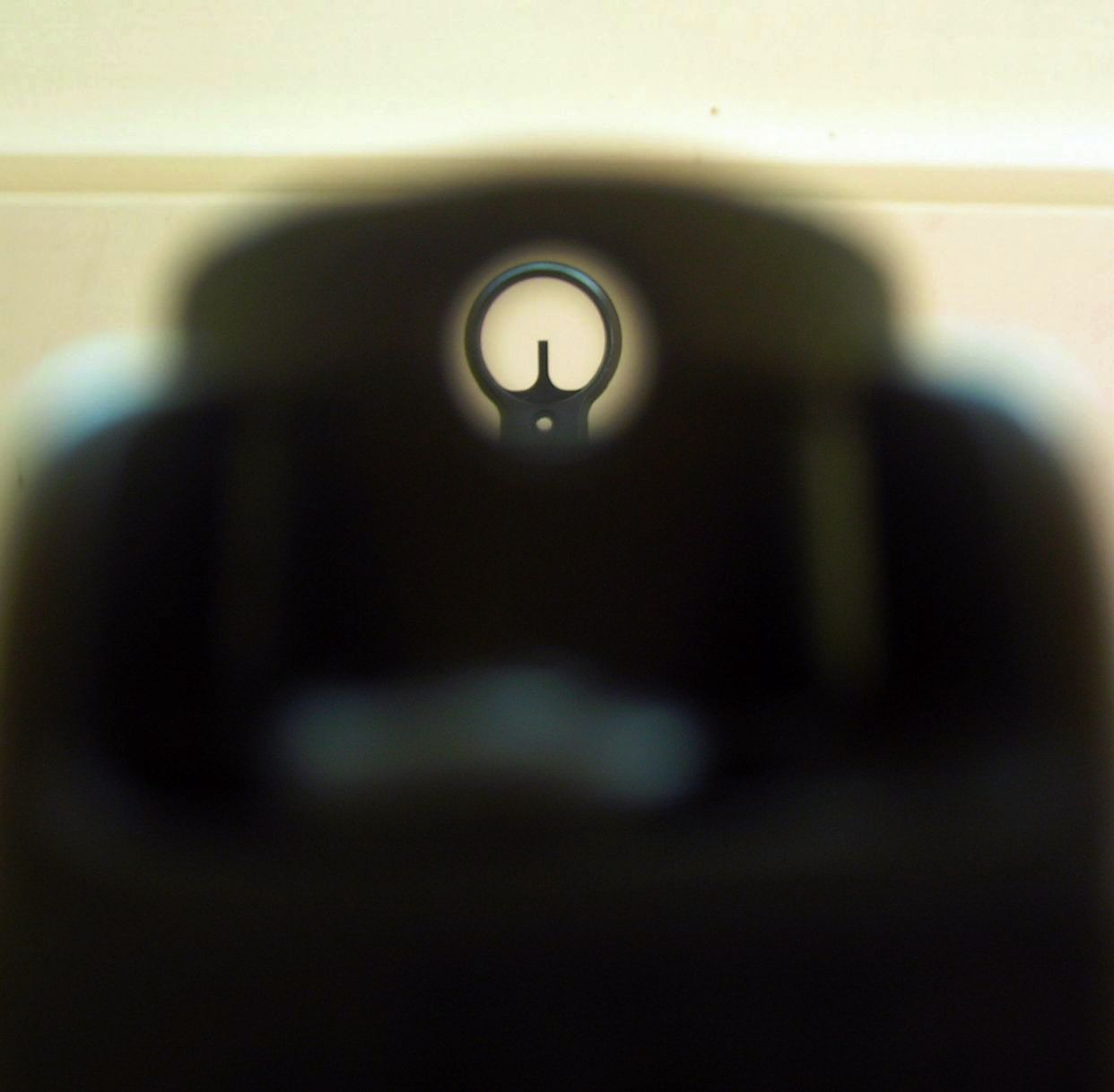
Зображення механічного прицілу пістолета кулемета H&K MP5. Кільцевий кожух навколо мушки вирівнюється із ціликом щоб забезпечити правильну підготовку зброї.

Механíчні прицíли — система фігурних маркерів вимірювання (зазвичай металевих), які використовують як приціли для допомоги в прицілюванні пристроїв, таких як вогнепальна зброя, арбалети або телескопи, без використання оптики, як в рефлекторних, голографічних та оптичних прицілах.
Механічній приціли зазвичай складаються з двох частин: цілика, який змонтований перпендикулярно лінії прицілювання у задній частині зброї, та мушки, яка може мати кулеподібну форму, стійки, нахиленої планки або кільця. Відкриті приціли мають проріз у якості цілика, а апертурні мають форму круглого отвору. Цивільна, мисливська зброя та  зброя поліції звичай має відкриті приціли, а от багато бойових гвинтівок використовують коліматорні приціли.
Перші та прості механічні приціли були фіксованими, їх було складно регулювати. Багато механічних прицілів розроблені для регулювання прицілювання вогнепальної зброї за допомогою регулювання прицілів по вертикалі або горизонталі. Багато зброї має регульований цілик.
Коли потрібна точність, наприклад для полювання або снайперської стрільби, замість механічних зазвичай використовують оптичні приціли. Механічні приціли можна використовувати разом з іншими прицільними пристроями (або з деякими видами вмонтованої оптики), у якості резервних.

## Теорія

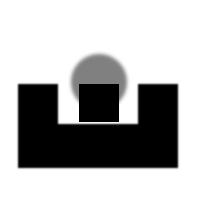
Зображення прицілу в центрі з упором на мушку; сіра крапка не в фокусі представляє ціль.

Картинка прицілу на 6 годин з упором на мушку; сіра крапка не в фокусі представляє ціль.

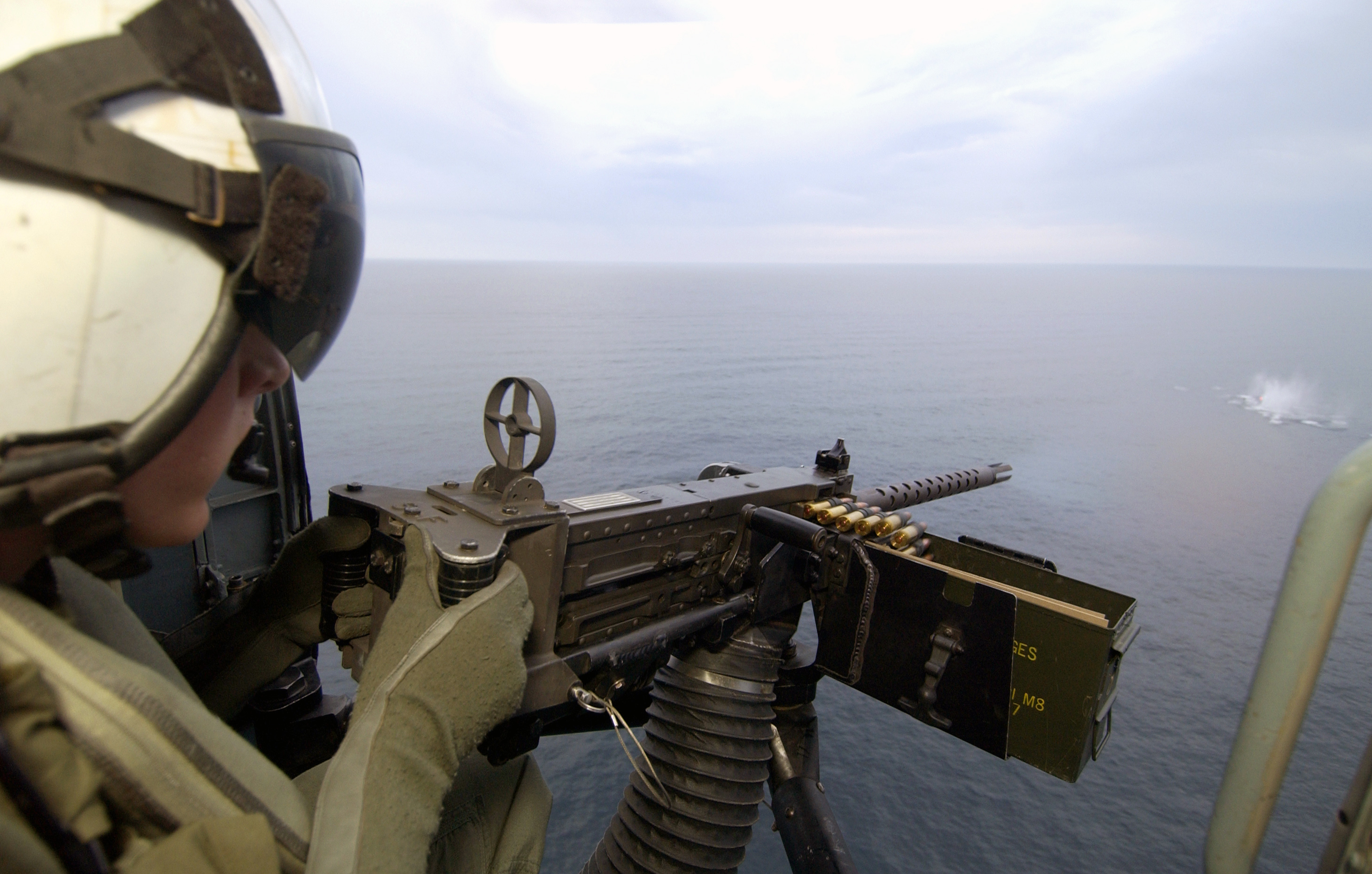
Механічний приціл повітряного стрілка GAU-21, який дозволяє компенсувати крен-тангаж-нишпорення літака.

У вогнепальній зброї, де метальний предмет рухається за балістичною траєкторією, мушка і цілик (приціл) повинні знаходитися на лінії візування з ціллю, утворюючи так звану точку прицілювання у полі зору стрільця. Прицілювання — це процес в якому лінія прицілювання (відома як вісь візування) регулюється таким чином щоб перетинатися з траєкторією кулі на відстані до цілі, тому точка прицілювання відкалібрована для накладання на точку влучання кулі. Механічні приціли забезпечують горизонтальні та вертикальні орієнтири, що дозволяють стрільцю точно наводити зброю на цілі.
Цілики (приціли) гвинтівок зазвичай змонтовані у вигляді ластівчиного хвоста на стволі або ствольній коробці, біля очей стрільця, що дозволяє легко візуально визначити виріз. Мушки кріпляться до стволу за допомогою з'єднання типу ластівчин хвіст, паяння, вгвинчування або забивання біля дульного зрізу, часто на нахильній планці. Деякі мушки мають з'ємні ковпачки призначені для зменшення відблиску, а якщо ковпачок круглий, це дозволяє оку природним чином вирівнювати приціл.
У ручній зброї мушка монтується на рамці (у револьверах) або на затворі (у самозарядних пістолетах). Можливі винятки в залежності від типу ручної зброї. Наприклад, цілик короткоствольних револьверів це паз у верхній планці рами, а мушка є ножеподібною планкою. У деякій зброї мушка може бути змонтована на кронштейні у вигляді скоби, яка охоплює затвор.
При використанні механічних прицільних пристосувань з клинковим або штировим прицілом стрілець повинен центрувати стійку мушки з виїмкою цілика (прицілу), а верхня частина мушки і цілика повинні бути на одному рівні. Оскільки око може фокусуватися на одній фокальній точці одночасно, а мушка, цілик (приціл) та мішень є різними точками, лише одна з цих трьох точок може бути в фокусі. Яка точка буде в фокусі залежить від типу прицілу, а одна зі складностей для стрільця утримувати фокус на вірній точці для найкращого прицілювання. В основному радять фокусуватися на мушці.
Через паралакс, навіть крихітна помилка у куті прицілювання призводить до траєкторії, яка відхиляється від траєкторії цілі, в результаті чого куля не влучає в ціль; наприклад, стрілець з пневматичної гвинтівки на 10 метрів намагається влучити в коло номер 10 на мішені, яке представляє собою крапку діаметром 0,5 мм на відстані в 10 м кулею діаметром 4,5 мм, помилка лише на 0,2 мм в прицілюванні може призвести до промаху (промах на 3 мм від точки влучання). На відстані 1000 м таке ж зміщення буде збільшено в 100 разів, що дасть помилку понад 300 мм, що в 1500 разів більше зміщення прицілу. Збільшення відстані від мушки до цілика (прицілу) (має назву довжина прицільної лінії або лінія візування) допомагає зменшити можливі кутові помилки і, якщо приціл має механізм покрокового регулювання, буде регулюватися меншими кроками у порівнянні з ідентичною короткою лінією візування. Якщо мушка розташована на передньому кінці стволу, довжину прицільної лінії можна збільшити перемістивши цілик (приціл) зі стволу на ствольну коробку або хвостовик.
Зовсім інакше працюють приціли дробовиків, які допомагають стріляти по малим, рухливим цілям (стрільба по крилу або по тарілочкам). Цілик, в прицілі, відсутній, а орієнтир задньої точки забезпечується правильним і послідовним розташуванням голови стрільця. Яскрава (зазвичай латунна або срібляста, біла або флуоресцентна) намистина розташована на кінці стволу. Часто, така намистина розташовується на піднятій вентильованій пласкій пластині, яка охолоджує ствол і зменшує ефект марева. Замість фокусування, як в гвинтівці або пістолеті, стрілець з рушниці фокусується завжди на ціль, а несфокусоване зображення стволу і намистини поміщається нижче цілі (розташування нижче цілі, залежить від того, піднімається або опускається ціль) і трохи попереду цілі при бічному русі. Цей метод прицілювання не такий точний, як комбінація цілик/мушка, але є більш швидким, а широке розсіювання дробу дозволяє влучити навіть при деяких помилках в прицілюванні. Деякі дробовики також мають кулеподібний приціл з намистиною посередині, де невелика намистина розташована посередині планки, що дозволяє краще вирівняти ствол.
Дробовики також можуть мати приціли гвинтівкового типу. Зазвичай дробовики з такими прицілами використовують для полювання на індичок.

## Відкриті приціли

Набір відкритих прицілів і один коліматорний приціл, який підходить для використання з великим виносом вихідної зіниці: A) U-подібний надріз і стійка, B) Патрідж, C) V-образний надріз і стійка, D) Express, E) U-подібний надріз і намистинка, F) V-подібний виріз і бортик, G) трапеція, H) примарний приціл. Сіра точка являє ціль

Відкриті приціли зазвичай застосовуються там, де цілик знаходиться на значній відстані від ока стрільця. Вони забезпечують мінімальне перекриття поля зору стрільця, але можуть впливати на точність. Зазвичай відкриті приціли мають квадратну стійку або намистину як мушку на стійці. Для прицілювання стійку або бусину вирівнюють по вертикалі та горизонталі в центрі прорізу цілика. Для центрального утримання мушка розташовується в центрі цілі, розділяючи ціль навпіл по вертикалі та горизонталі. Для утримання на 6 годин мушка розташовується трохи нижче цілі і центрується горизонтально. Утримання на 6 годин добре лише якщо відомі розмір цілі та відстань, якщо ці фактори змінюються, стрільцю треба вносити поправки в прицілювання. З точки зору стрільця, у прорізі цілика повинні бути однакові проміжки між прорізом і ціликом з обох боків; розміри цих проміжків дають змогу зрозуміти куди зміщено ствол зброї (ліворуч або праворуч). Вертикальне вирівнювання здійснюється суміщенням верхньої частини цілика і мушки або розташування намистини одразу над V або U-подібним вирізом. Якщо не вирівняти стійку в V- або U-подібному вирізі, постріл буде не точним. Якщо стійка розташована над V- або U-подібним вирізом куля пройде вище цілі. Якщо стійка не доходить до верхньої частини V або U-подібного вирізу куля пройде нижче цілі.
Приціли Партріджа, названі на честь винахідника Е. Е. Партріджа, американського спортсмена 19-го століття, складалися з квадратної або трикутної стійки та квадратного вирізу. Такі приціли є найпоширенішими серед відкритих прицілів. Їм надають перевагу при цільовій стрільбі, оскільки більшість стрільців вважають, що в таких прицілах вертикальне вимірювання є більш точним ніж у інших типах прицілів. V-подібні та U-подібні вирізи є варіантами прицілу Партріджа, назви походять від видів вирізу цілика.
Серед типів відкритих прицілів є приціли з запобіжними ріжками на цілику (buckhorn), з запобіжними напівріжками на цілику (semi-buckhorn) та експрес (express). Приціли з запобіжними ріжками на цілику мають  подовження, що виступають, які формують над ціликом широке майже замкнуте кільце. Приціл з запобіжними напівріжками на цілку схожий на попередній, але має більш широку злегка вигнуту виїмку з більш точною «V» в центрі і є стандартним для класичних важільних гвинтівок Winchester та Marlin. Експрес приціли зазвичай використовують на великокаліберних гвинтівках, які призначені для полювання на велику дичину. За формою вони нагадують широку і довгу літеру «V» з білою смугою яка позначає низ цілика та великою білою або золотою намистиною на мушці. Ці приціли не так закривають ціль, як деякі інші, що корисно у випадку коли тварина атакує. На близькій відстані та коли потрібно зробити швидкий, але не точний постріл (наприклад, коли стрілець полює на велику дичину) можна цілитися за допомогою мушки, як у дробовій рушниці, цілик ігнорується, а мушка наводиться на ціль. Коли є час варто цілитися, як зазвичай за допомогою мушки і цілика.
Відкриті приціли мають багато переваг: вони найпоширеніші, не дорогі у виробництва, нескладні у використанні, міцні, легкі, на них не впливають погодні умови і вони не потребують батарей. З іншого боку, вони не такі точні як інші види прицілів, а також їх складно або не можливо регулювати. Прицілювання через відкриті приціли займає багато часу — довше за все цілитися через приціл з запобіжними ріжками, партрідж, приціли з «U» та «V» подібними вирізами допомагають цілитися швидше; лише експрес приціли є відносно швидкими. Крім того, відкриті приціли можуть закривати нижню частину поля зору стрільця, а через обмеження глибини різкості людського ока, не підходять для стрільців з неідеальним зором.

## Апертурні приціли

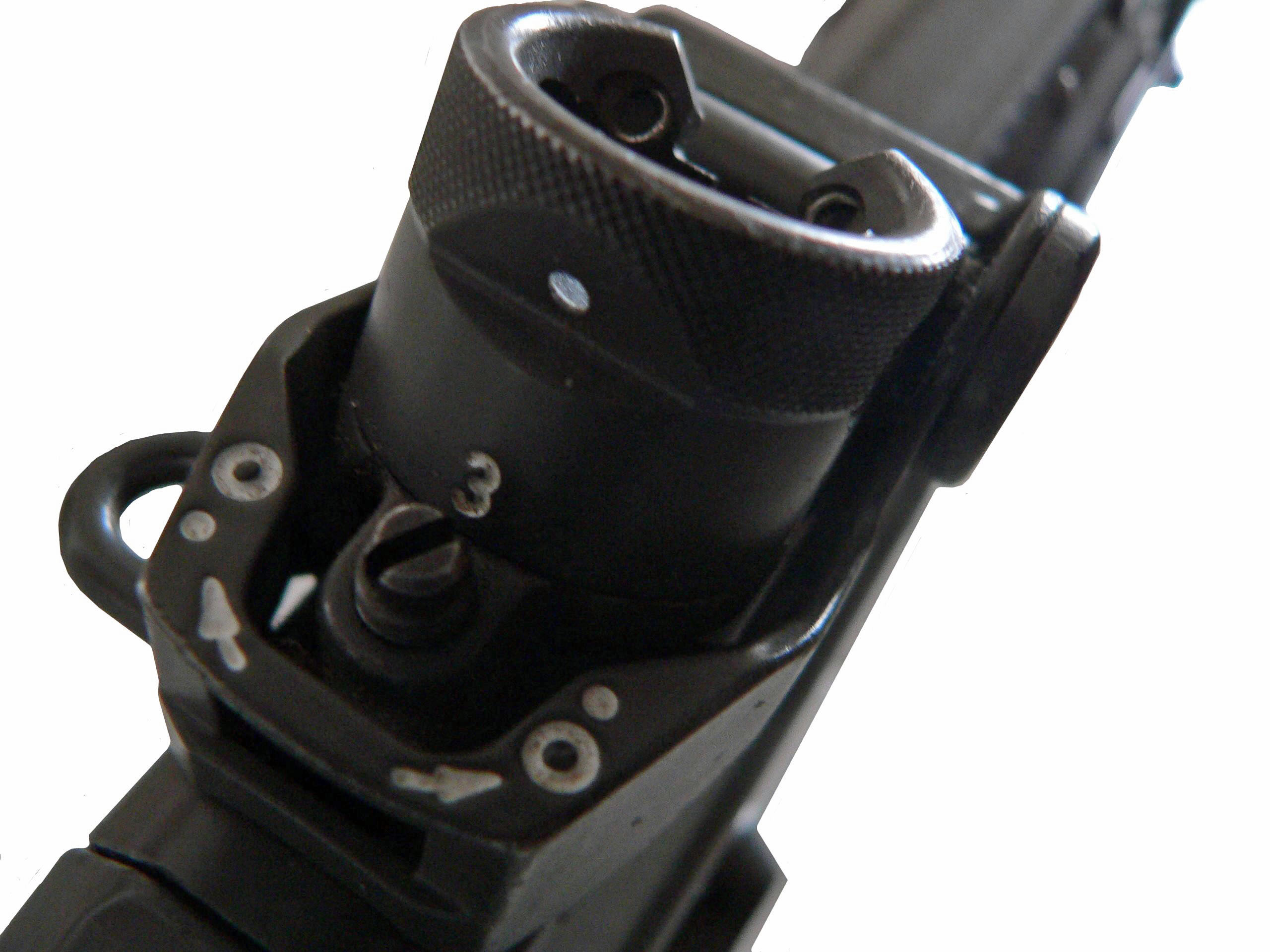
Задній, обертовий діоптричний барабанний приціл штурмової гвинтівки SIG SG 550. Можно побачити, що оглядовий отвір над цифрою «3» (відповідає прицілу на 300 м)

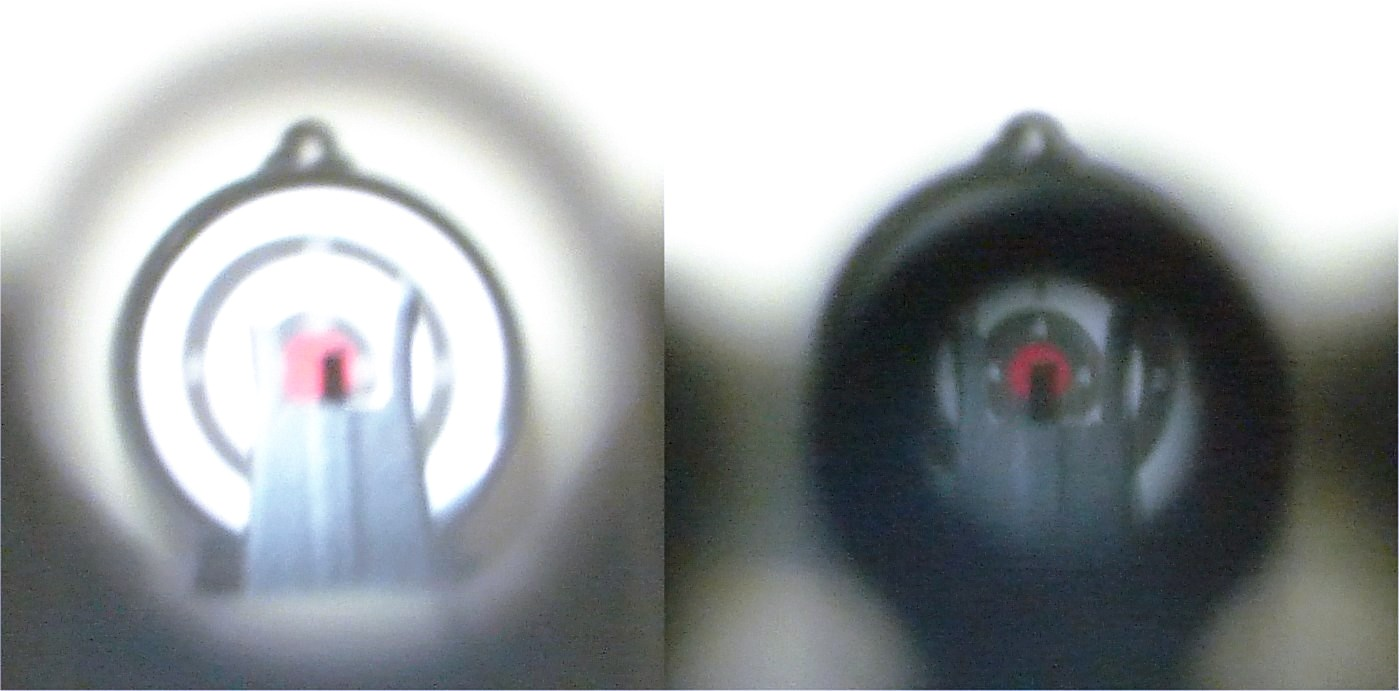
Знімки, зроблені в однакових умовах за допомогою прицілів з апертурами великого (ліворуч) та малого (праворуч) діаметру, при цьому камера фокусується на мушці

Апертурні приціли варіюються від прицілів «ghost ring» (примарне кільце), тонке кільце якого розпливається до майже невидимості (тому «ghost» (примара)) до цільових апертурних прицілів де використовують великі диски або інші блокувальники з невеликими отворами-апертурами. Загалом, чим товще кільце, тим точніше приціл і чим тонше кільце, тим швидше прицілювання.
В теорії під час прицілювання крізь апертурний приціл часто стверджують, що людське око автоматично центрує мушку при погляді через апертуру цілика, тим самим забезпечуючи точність. Проте, апертурні приціли є точними навіть без центрування мушки крізь апертуру цілика через явище, яке називається придушенням паралакса. Це пов'язано з тим, що, коли отвір менше діаметра зіниці ока, сам отвір стає вхідною зіницею для всієї оптичної системи цілі, мушки, задньої апертури та ока. Поки діаметр отвору повністю розміщується в діаметрі зіниці ока, точне візуальне розташування мушки в задньому отворі кільця не впливає на точність, а точність лише починає незначно погіршуватися через паралаксний зсув, коли діаметр отвору починає зазіхати на зовнішню сторону діаметра зіниці ока. Додатковою перевагою апертурних прицілів є те, що менші апертуризабезпечують більшу глибину різкості, завдяки чому ціль стає менш розмитою при фокусуванні на мушку.
В умовах недостатнього освітлення явище придушення паралаксу помітно краще. Глибина різкості при огляді залишається такою ж, як і в яскравих умовах. Це контрастує з відкритими прицілами, де зіниця ока стає ширше в умовах низької освітленості, що означає велику діафрагму і більш розмиту ціль. Недоліком цього є те, що зображення через приціл з апертурою темніше, ніж при відкритому прицілі.
Такі приціли використовують на цільових гвинтівках в кількох дисциплінах, а також на деяких військових гвинтівках, наприклад Pattern 1914 Enfield та M1917 Enfield, M1 Garand, серії No. 4 Enfield та на серії штурмових гвинтівок M16 тощо.

### Приціл ghost ring

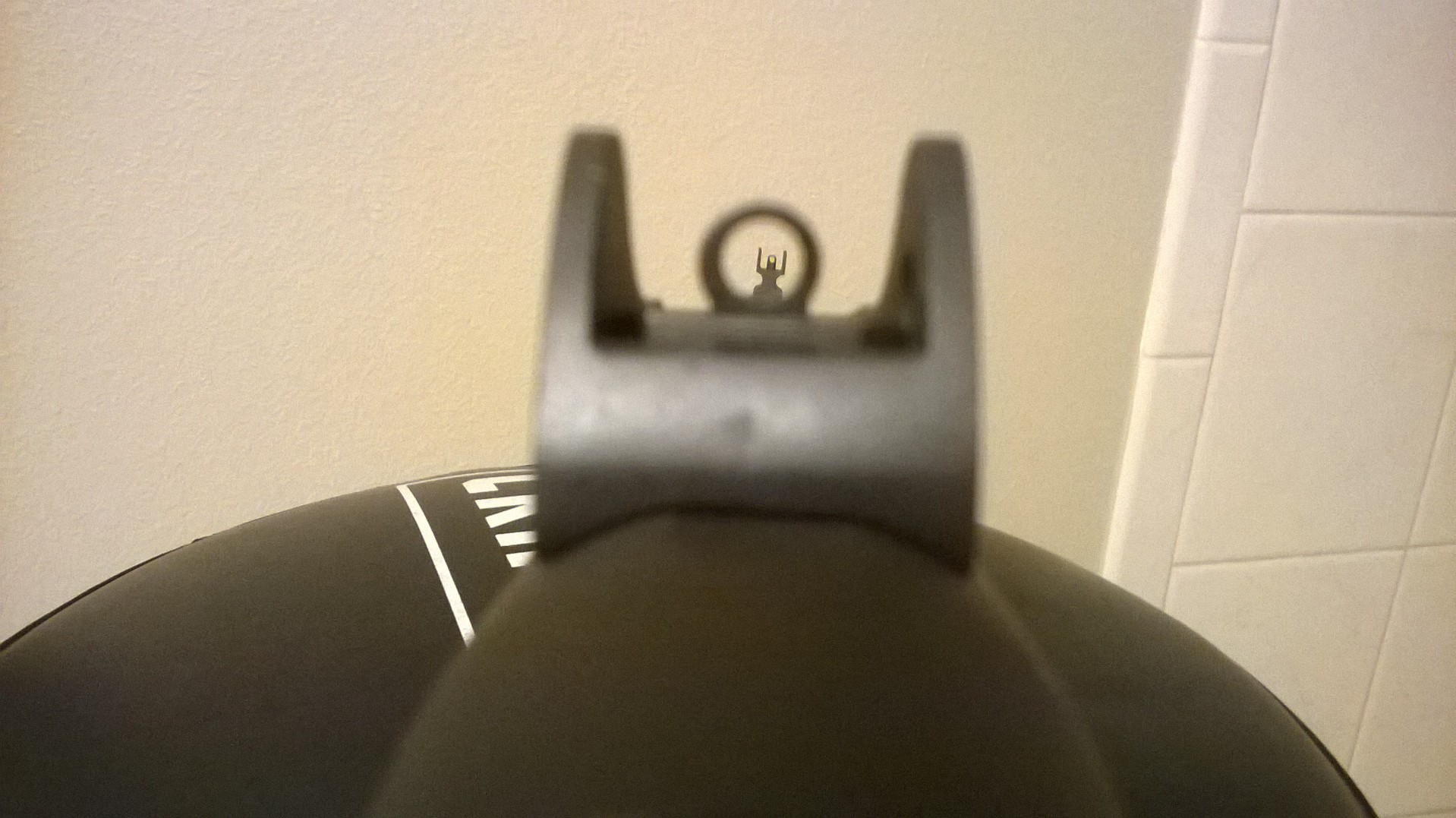
Приклад діоптричного прицілу дробовика Stevens Model 350.

Деякі люди вважають приціл ghost ring найшвидшим серед апертурних прицілів. Він доволі точний, легкий в використанні і затемнює ціль менше, ніж майже всі інші неоптичні приціли. Через це приціли ghost ring встановлюють на оборонні та бойові дробовики та індивідуальну короткоствольну зброю, крім того вони також завойовують популярність у якості додаткової прицільної системи гвинтівок. Приціл «примарне кільце» є доволі новою розробкою, і відрізняється від традиційних апертурних прицілів дуже тонким заднім кільцем та дещо товщою мушкою. Тонке кільце мінімізує перекриття цілі, а товста мушка полегшує пошук цілі. Заводські приціли «примарне кільце» Mossberg мають товсті сталеві пластини по обидва боки від надзвичайно тонкого кільця. Вони призначені для захисту цілісності прицілу в тих випадках, коли, наприклад, рушниця повинна була впасти і вдаритись об поверхню таким чином, що за відсутності сталевих пластин з обох боків могло відбутися пошкодження або спотворення форми кільця.

### Цільові апертурні приціли

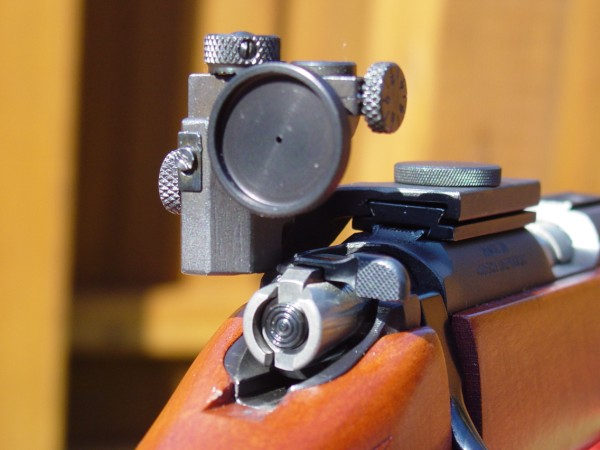
Задній отвір цільового прицілу BRNO. Можна помітити великий диск та маленький отвір

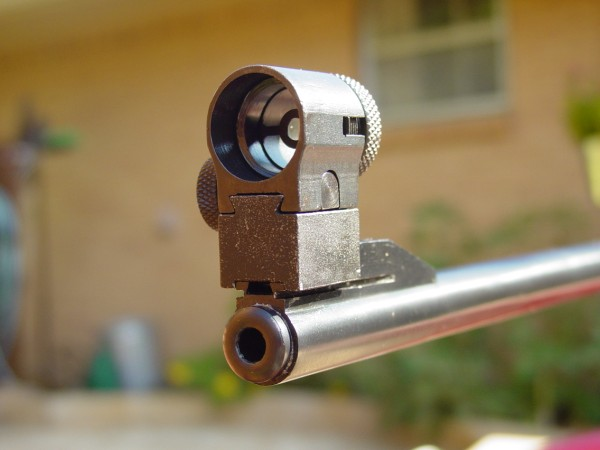
Передній ковпак цільового прицілу BRNO. Зверніть увагу на кріплення гайки з накаткою у змінній вставці мушки.

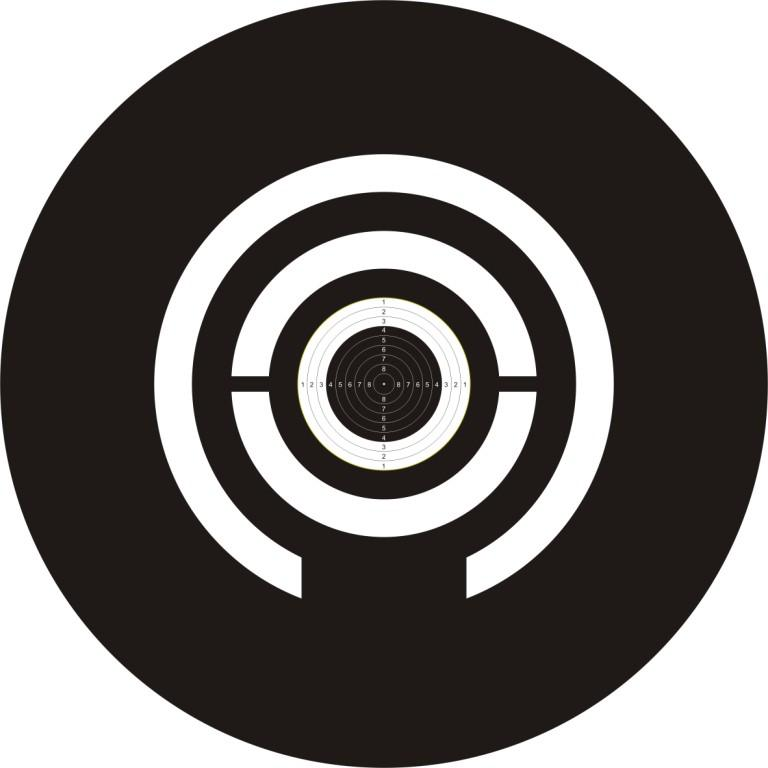
10-метрова діоптрична мішень для пневматичної гвинтівки і зображення прицілу з діафрагмою

Цільові апертурні приціли розраховані на максимальну точність. Цілик (часто його називають «діоптр») зазвичай є великим диском (до 2,5 см в діаметрі) з невеликим отвором по-середині, який розташовано близько до ока стрільця. Високоякісні цільові діоптри зазвичай мають такі аксесуари, як регульований отвір діоптра та систему оптичних фільтрів, щоб забезпечити оптимальні прицільні умови для стрільців-спортсменів. Сучасні цільові діоптри мають коригування по горизонталі та вертикалі з кроком від 2 до 4 мм на 100 м. Деякі змагання зі стрільби Міжнародної федерації спортивної стрільби (ISSF) (Олімпійські ігри) вимагають такого рівня точності для ліній прицілювання, оскільки остаточний результат серії останніх пострілів кращих спортсменів виражається в десятих частках очок за кільце..
Додатковим елементом мушки може бути проста намистина або стійка, але частіше являє собою приціл типу «глобус», який складається з циліндра з різьбовою кришкою, що дозволяє використовувати знімні елементи мушки різної форми. Найбільш поширеними є стійки різної ширини та висоти або кільця різних діаметрів—такі елементи обирає стрілець для максимальної відповідності умовам цілі яку використовують. Також можуть використовуватися тоновані прозорі пластикові вставні елементи з отвором посередині; вони працюють так само, як непрозоре кільце, але менше заважать огляду цілі. Деякі виробники прицілів високого класу також пропонують мушки із вбудованими механізмами апертури.
Використання круглих ціликів і мушок для прицілювання по круглим мішенях, як це використовується при стрільбі по мішенях ISSF, засноване на природній здатності очей і мозку легко поєднувати концентричні кола. Навіть для максимальній точності навколо «яблучка», а також між кільцем мушки і цілика повинна залишатися значна область білого кольору (якщо використовується переднє кільце). Оскільки кращий ключ для визначення центру є кількість світла, що проходить через апертури, з вузьким тьмяним світловим кільцем насправді може бути важче працювати, ніж з великим і яскравим кільцем. Точні розміри досить суб'єктивні і залежать як від уподобань стрілка, так і від навколишнього освітлення, тому цільові гвинтівки поставляються з легко замінними вставними мушками і механізмами регулювання апертури.

### Вибір розміру переднього отвору
Розмір передньої отвору — це компроміс між досить вузькою апертурою, щоб чітко визначати точку прицілювання, і досить вільною апертурою, щоб не викликати мерехтіння. Коли апертура занадто мала, межа між мішенню і контуром передньої апертури стає нечіткою, що вимагає від стрільця свідомо чи підсвідомо генерувати невеликі руху очей, щоб виміряти відстань навколо цілі. USA Shooting рекомендує використовувати передню апертуру, яка створює не менше 3 кутових хвилин граничного простору. У дослідженні, проведеному Precision Shooting, було виявлено, що це підвищує впевненість стрілка, скорочує час утримання і дозволяє робити більш рішучі постріли. Однак може бути верхня межа розміру передньої апертури, яка покращує продуктивність. У 2013 році дослідники провели експерименти з грою в гольф, зокрема майстерність покладання, що є ще однією навичкою, яка поєднує візуальне вирівнювання та рухові навички. Вони виявили, що, маніпулюючи сприйнятим розміром цілі (лунка для гольфу), оточуючи її концентричними кільцями різного розміру, вони отримали явище, яке покращувало характеристики, коли ціль була оточена меншими колами, збільшуючи тим самим розмір, який сприймали. Вони виявили, що коли ціль сприймалася як більша, продуктивність зростає.

### Не цільові апертурні приціли
Апертурні приціли для військових гвинтівок мають більший отвір з тоншим кільцем і, як правило, просту мушку зі стійкою.
Гвинтівки з кінця 19-го століття зазвичай мали один з двох типів апертурних прицілів «tang sight» (хвостовий цілик) або «ladder sight» (драбинчастий цілик). Оскільки дульнозарядна зброя використовувала чорний порох, а ранні набої не давали високої дулової швидкості кулі, ці приціли мали планку з великою кількість позначок для вертикального регулювання дальності, часто порядку декількох градусів, що дозволяло робити дуже точні постріли на великі відстані. Наприклад, набій .45-70 проходив військові випробування на точність на дистанції 1500 м, що потребувало виставити кут підвищення в 31⁄3 градуси. Такі приціли відкидали назад коли ними не користувалися щоб зменшити ризик пошкодження прицілу. Драбинкові цілики встановлювали на ствол і їх можна було використовувати в якості прицілів у піднятому та складеному стані. Хвостові цілики ставили за затвором гвинтівки, що давало довгу прицільну лінію, а для використання їх необхідно було піднімати, хоча часто для використання в ближньому бою такі гвинтівки мали відкриті приціли. Хвостові цілики часто мали шкалу верньє, що дозволяло регулювати до однієї кутової хвилини всю шкалу прицілу.

## Приціли дробовиків
Серед тих, хто використовує дробовики для полювання на гірську дичину, наведення рушниці на ціль вважається дещо іншим навиком, ніж прицілювання з гвинтівки або пістолета. Стрільцям рекомендується «наводити» дробовик замість навмисного прицілювання як в гвинтівці. Деякі навіть підтримують менталітет, який взагалі виключає поняття «ціль». Оскільки в більшості стрільба з дробовика ведеться по рухомій цілі, поняття приціл є допоміжним. «Намистина», яка являє собою невеликий сферичний пристрій закріплений на стволі, виступає в ролі орієнтиру. Вона лише допомагає стрільцю навести зброю користуючись своїми вродженими інстинктами.
У тактичному середовищі, де цілі рухаються не так швидко через поле зору, приціли мають певну роль. Для багатьох оптоволоконна мушка є найкращим орієнтиром разом із ціликом. В цьому випадку дробовик використовується більше як гвинтівка, дозволяючи робити навмисні постріли. Деякі навіть оснащують свої рушниці відкритими або апертурними прицілами, які схожі на гвинтівкові.
Багато прицілів дробовиків схожі на «цифру 8», де для належного зображення прицілу використовується намистина, встановлена в середній частині стволу, разом із передньою намистиною, встановленою у напрямку дульного зрізу. Багато виробників рушниць, наприклад Браунінг, калібрують ці прицільні системи таким чином, що при правильному «наведенні» середньої і передньої намистин утворюється цифра 8.

## Регулювання
Фіксовані приціли є не регульованими. Наприклад, у багатьох револьверів, цілик це фрезерована канавка у верхній частині рами. Регульовані приціли дозволяють виставляти різні відстані, для компенсації впливу вітру або компенсації різної ваги куль або зарядів, які змінюють швидкість і зовнішню балістику снаряда, а, отже, його траєкторію і точку влучання. Регулювання прицілу ортогональна, тому поправку на вітер можна регулювати, не впливаючи на висоту, і навпаки. Якщо під час пострілу вогнепальну зброю тримають похило, а не горизонтально, регулювання більше не ортогональне, тому важливо підтримувати рівень зброї для кращої точності.
Недоліком регульованих прицілів є крихкість рухомих частин. Фіксований приціл — це суцільний шматок металу, як правило, зі сталі, і якщо він міцно прикріплений до зброї, мало що зможе пошкодити його. Регульовані приціли, навпаки, більш громіздкі і мають деталі, які повинні переміщатися відносно зброї. Потужний удар по регульованому прицілу зазвичай виводить його з ладу, якщо не збиває відразу зі зброї. Через це зброя самозахисту або військового призначення має фіксовані приціли або приціли з «ріжка» з боків для захисту (наприклад, як на карабіні M4).
Механічні приціли, що використовуються для мисливської зброї, як правило, є компромісом. Їх можна регулювати, але лише інструментами—зазвичай невеликою викруткою або шестигранним ключем. Вони будуть компактними, міцними і надійно зафіксовані в потрібному положенні. Цільові приціли набагато громіздкіші та простіші в регулюванні. Вони мають великі кнопки для керування горизонтальним та вертикальним рухом без інструментів і часто вони розроблені для швидкого і легкого зняття їх зі зброї, щоб зберігати їх у захисному футлярі.
Найбільш популярними є цілики які можна регулювати в обох напрямках, хоча військові гвинтівки часто мають прямий приціл, де повзун на цілику попередньо відкалібровані регулювання висоти для різних відстаней. В цільових прицілах часто ціликом коригують кут підвищення, а мушкою — знесення вітром. Гвинтівка M16A2 мають циферблат на цілику з каліброваними дальностями, а регульовану мушку використовують для встановлення «нуля» для потрібної відстані. Цілик використовують для регулювання знесення вітром та зміни нульової відстані.

## Покращення
Хоча механічні приціли в основному дуже прості, ця простота також призводить до приголомшливого розмаїття різноманітних реалізацій. Крім чисто геометричних міркувань щодо мушки і цілика, є кілька факторів, які необхідно враховувати при виборі набору прицілів для конкретної мети.

### Зменшення відблисків
Відблиски, особливо від мушки, можуть бути значною проблемою для прицільної стрільби. Відблиски від мушки можуть збільшувати видиму яскравість світлової смуги на одній стороні прицілу, викликаючи помилки бокового огляду при прицілюванні, або знижувати видиму висоту мушки, викликаючи помилки кута піднесення при прицілюванні. Оскільки напрямок навколишнього світла рідко є постійним для стрільця, наслідком цього є відблиски, які можуть суттєво вплинути на точку прицілювання.
Найпоширенішим рішенням проблеми відблисків є матове покриття прицілів. Зубчаста або дробоструменева обробка прицілу — звичайне рішення для блискучих прицілів, таких як воронована або нержавіюча сталь. Також можуть допомогти матові покриття, такі як фосфатування або матова чорна фарба. «Обпалення» прицілу, тримаючи під прицілом сірник або запальничку для нанесення тонкого шару сажі — це звична техніка, яку використовують багато стрільців, і насправді для учасників змагань продають спеціальні запальнички, які виробляють сажу, Навіть тонкий шар бруду або багна на прицілі дозволяє прибрати відблиски, за умови, що покриття буде досить тонким і щільним, щоб не змінити форму прицілу.
Багато цільових прицілів мають вертикальні або навіть підрізані леза мушки, що зменшує кути, під якими світло буде створювати відблиски від прицілу. Мінусом цих прицілів є те, що вони мають тенденцію чіплятися за одяг, гілки та інші матеріали, тому вони поширені тільки на цільовій зброї. Кожухи прицілу знижують ймовірність зачеплення підрізаного прицілу і поширені на деяких типах гвинтівок, особливо на гвинтівках з важільним механізмом, але вони заборонені в деяких стрілецьких дисциплінах.

### Покращення контрасту

Різні методи підвищення контрастності відкритого прицілу. Зліва направо: три крапки, білий контур, пряма вісімка, червона вставка, крапка та смужка, золота намистина

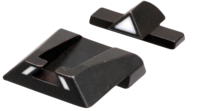
Трикутні пістолетні приціли Steyr

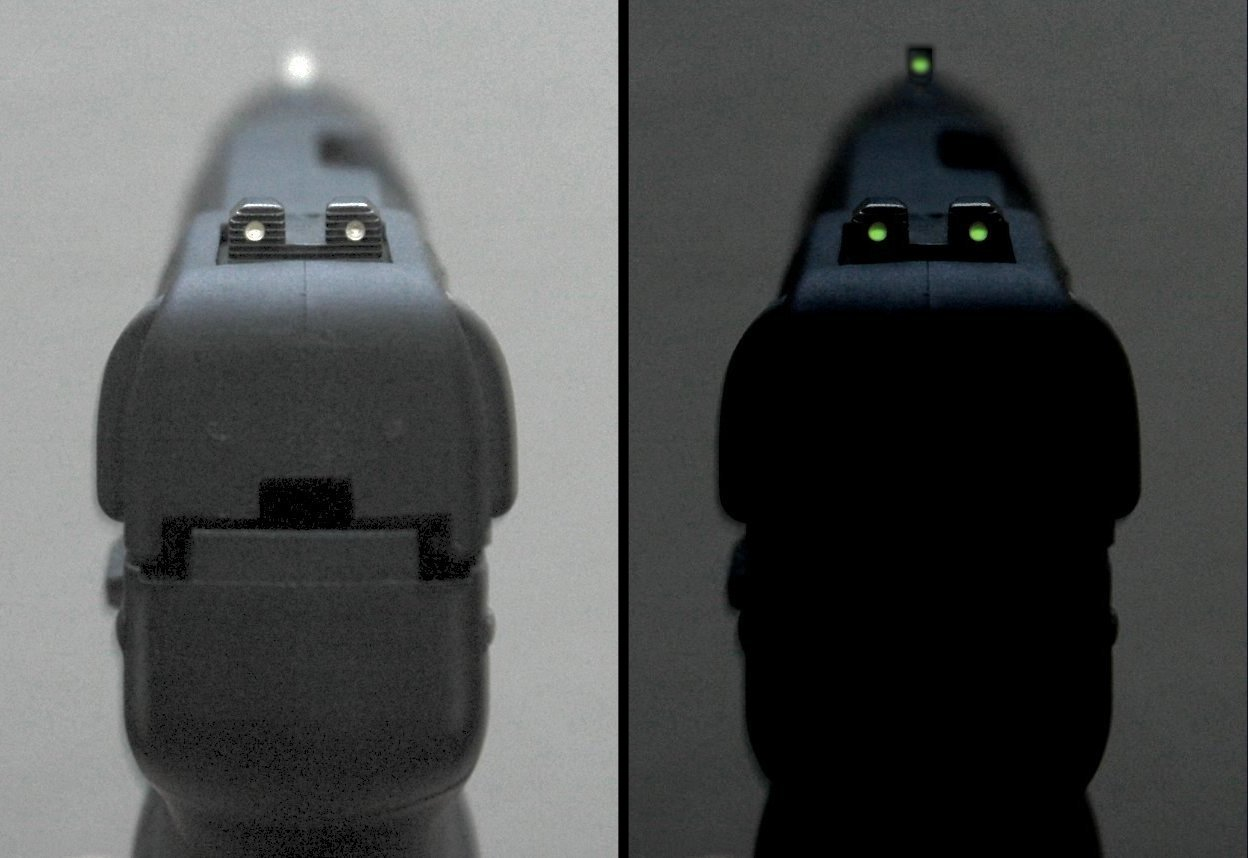
Пістолетні нічні приціли з тритієвою підсвіткою FN Five-seven

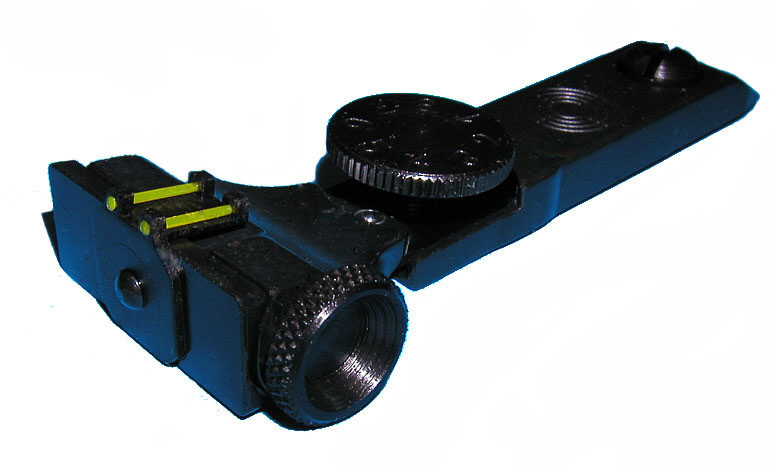
Зелені оптоволоконні стрижні для підвищення контрастності, які використовують в регульованому задньому елементі відкритого прицілу

У той час як стрілки зазвичай вважають за краще мати матово-чорні приціли, щоб зменшити імовірність відблисків і збільшити контраст між прицілом і світловими смугами, чорні приціли не забезпечують гарної видимості на темних цілях або в умовах низької освітленості, які часто зустрічаються на полюванні, в армії або при самообороні. Для усунення цього недоліку було розроблено безліч різних покращень контрастності до базових прицілів типу Партрідж та інших. Збільшення контрастності мушки має бути трохи більше в порівнянні з посиленням контрасту цілика, якщо все поліпшення контрасту повинні бути приблизно однаково великими з точки зору стрілка.
Три крапкиВ самозарядних пістолетах найпоширенішим типом аксесуарів є яскраво-біла крапка, намальована на мушці біля верхньої частини клинка, і крапка на кожній стороні вирізу цілика. При поганій освітленості треба відцентрувати крапку на мушці горизонтально між позначками на цілику, а ціль повинна бути посередині над центральною крапкою. Різні постачальники зброї пропонують крапки різних кольорів.
Задній білий контурВаріант контрасту, в якому використовується крапка на мушці з товстим і яскравим білим контуром навколо виїмки цілика.
Пряма вісімкаКомпанія Heinie Specialty Products виробляє варіант прицілів підвищеної видимості, в яких мушка з однією точкою і виїмка цілика з точкою внизу можуть бути вирівняні вертикально, утворюючи «вісімку».
ВставкиПопулярне на револьверах, це удосконалення складається з кольорової пластикової вставки в лезі мушки, зазвичай червоного або оранжевого кольору.
Полоска/крапка або експрес прицілиПодібно типу Пряма Вісімка, цей тип прицілу є традиційним для експрес гвинтівок, а також зустрічається на деяких пістолетах. Відкрита V-подібна задня частина забезпечує більш швидке виявлення і більш широке поле зору, хоча і менш точна для точної стрільби на далекі дистанції. Крапка на мушці поєднується або встановлюється безпосередньо над вертикальною смугою на цілку, такий приціл часто називають «крапкою над буквою I».
Золота намистинаПолюбляють багато учасників в змагань IPSC і IDPA.
Нічні прицілиВ тактичній вогнепальній зброї посилення контрасту може складатися з невеликих бульбашок, які містять тритієвий газ, радіоактивний розпад якого призводить до флуоресцентного свічення. Самосвітні тритієві приціли забезпечують життєво важливу видимість в умовах надзвичайно низької освітленості, коли звичайні приціли можуть бути невидні. Тритієве свічення не помітно при нормальному освітленні. В результаті деякі виробники почали випускати оптоволоконні приціли з тритієм для забезпечення яскравих і висококонтрастних прицілів, які можна помітити при яскравому і недостатньому освітленні.
Волокно-оптичніТенденція, що почалася з пневматичних гвинтівок і дульнозарядних рушниць, полягає в використанні коротких відрізків оптичного волокна для точок, зроблених таким чином, що навколишній світ, що падає на довжину волокна, концентрується на кінці, роблячи точки трохи яскравіше. ніж оточення. Цей метод найчастіше застосовується в мушках, але багато виробників пропонують приціли, які використовують волокно на мушці і цілику. Волокно-оптичні приціли тепер можна знайти на пістолетах, гвинтівках і дробовиках, як в якості додаткового обладнання на ринку, так і в якості додаткового обладнання встановленого на заводській зброї.

## Відкидні приціли
Штурмові і спортивні гвинтівки можуть мати відкидні цілик та мушку, які користувач може швидко піднімати або опускати. Такі приціли часто монтують на системах рейкового кріплення у якості додаткових прицільних систем разом з оптичними прицілами. Відкидні елементи механічних прицілів часто розроблені для використання разом з оптичними прицілами у ближньому бою.

## Виноски
1. ↑  Розрахунки припускають довжину прицільної лінії або лінію візування 660 мм